# Indianola (Mississippi)
Indianola is een plaats (city) in de Amerikaanse staat Mississippi, en valt bestuurlijk gezien onder Sunflower County.

## Demografie
Bij de volkstelling in 2000 werd het aantal inwoners vastgesteld op 12.066.
In 2006 is het aantal inwoners door het United States Census Bureau geschat op 11.264, een daling van 802 (-6.6%).

## Geografie
Volgens het United States Census Bureau beslaat de plaats een oppervlakte van
22,5 km², waarvan 22,3 km² land en 0,2 km² water. Indianola ligt op ongeveer 37 m boven zeeniveau.

## Museum
In Indianola is het B.B. King Museum and Delta Interpretive Center gevestigd. Het herinnert aan de B.B. King (die hier woonde) en andere bluesmuzikanten uit de muziekstijl Delta blues.

## Geboren
- Mary Alice (1941-2022), actrice
- George Jackson (1945-2013), zanger en songwriter

## Plaatsen in de nabije omgeving
De onderstaande figuur toont nabijgelegen plaatsen in een straal van 24 km rond Indianola.